# David Reese
David "Chip" Reese (ur. 28 marca 1951 w Dayton, Ohio, zm. 4 grudnia 2007) – amerykański zawodowy pokerzysta. Zdobywca trzech bransoletek World Series of Poker, autor rozdziału o Seven card stud w legendarnej książce Super System, uważany za jednego z najlepszych graczy w historii pokera.

## Kariera
Reese zwyciężył podczas 1978 w turnieju $1,000 Seven Card Stud Split, a w 1982 podczas $5,000 Seven Card Stud. Później został kierownikiem salonu gier w kasynie Dunes casino. W 1991 został najmłodszym graczem wpisanym do Poker Hall of Fame.
Podczas World Series of Poker 2006 zwyciężył w turnieju $50,000 H.O.R.S.E. inkasując $1,716,000. W decydującym rozdaniu jego A♣ Q♣ pokonało 9♣ 8♠ Andy'ego Blocha przy kartach wspólnych J♠ 7♣ 7♠ 4♥ 4♠ .Turniej ten przeszedł do historii, bowiem było to największe wpisowe do turnieju WSOP, a także najdłuższa gra jeden na jednego trwająca 7 godzin i 286 rozdań. Dla porównania, stół finałowy World Series of Poker 2005 trwał 232 rozdania. 
W wyrazie hołdu dla niego, w 2008 ufundowano "David 'Chip' Reese Memorial Trophy" - puchar wręczany zwycięzcy eventu $50,000 HORSE, który dwa lata później został zastąpiony przez turniej The Poker Player's Championship. Ma on takie same wpisowe, dodano jednak jeszcze gry No-Limit Hold 'em, Omaha Pot-Limit i Limit 2-7 Triple Draw do pięciu wchodzących w skład HORSE.
Jego wygrane w turniejach wyniosły $3.986.080.	

## Śmierć
Reese zmarł 4 grudnia 2007 we własnym domu w Las Vegas w wieku 56 lat.
Jego dom został sprzedany 8 czerwca 2008 za kwotę $5.699.500.
Jego syn, Casey zmarł z przedawkowania narkotyków niespełna 16 miesięcy później, w kwietniu 2009.

## Bransoletki WSOP
| Rok  | Turniej                               | Wygrana (USD) |
| ---- | ------------------------------------- | ------------- |
| 1978 | $1,000 Seven-Card Stud Split          | $19.200       |
| 1982 | $5,000 Limit 7 Card Stud              | $92.500       |
| 2006 | $50,000 H.O.R.S.E. World Championship | $1.784.640    |